# 永遠の扉
「永遠の扉」（えいえんのとびら）は、米倉千尋の8枚目のシングルである。

## 収録曲
1. 永遠の扉
  - 作詞：渡辺なつみ、作曲：鵜島仁文、編曲：見良津健雄
  - 劇場アニメ『機動戦士ガンダム 第08MS小隊 ミラーズ・リポート』主題歌。
  - 3枚目のアルバム『always』には、「アルバムミックス」として、収録されている。
  - 4枚目のアルバム『Colours』には、「ガンダム20周年記念バージョン」として収録されている。
  - ベストアルバム『Little Voice』『BEST OF CHIHIROX』には、オリジナルバージョンとして収録されている。
  - ベストアルバム『	25 YEARS AFTER 〜All Time Best〜』ではオリジナル版と同じ音源だが、アウトロが延長され、フェードアウトでなくなっている。
2. いつの日か
  - 作詞・作曲：鵜島仁文、編曲：見良津健雄
  - アルバム『always』にも収録されている。
3. 永遠の扉（original karaoke）
4. いつの日か（original karaoke）

| スタブアイコン | サブスタブ | この項目は、まだ閲覧者の調べものの参照としては役立たない、シングルに関連した書きかけの項目です。この項目を加筆・訂正などしてくださる協力者を求めています（P:音楽/PJ:楽曲）。 |